# Північний річковий вокзал
Північний річковий вокзал (рос. Северный речной вокзал), раніше мав назву Хімкинський річковий вокзал (рос. Химкинский речной вокзал) — один із двох річкових вокзалів Москви (разом із Південним).
Це головний будинок комплексу споруд каналу Москва-Волга (нині канал імені Москви). Будівля є видатним зразком архітектурного спрямування «сталінський ампір» та пам'яткою архітектури регіонального значення. Знаходиться на території Північного адміністративного округу міста Москва, за адресою: Ленінградське шосе, будинок №51, на березі Хімкинського водосховища, і оточене великим парком. Висота будівлі зі шпилем 75 метрів, довжина фасадом 150 метрів, довжина шпиля 27 метрів.